# 1449 Virtanen

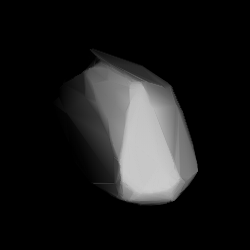
Mô hình 3D của 1449 Virtanen

1449 Virtanen (tên chỉ định: 1938 DO) là một tiểu hành tinh vành đai chính với chu kỳ quỹ đạo là 1210.0044377 ngày (3.31 năm). Nó được phát hiện ngày 20 tháng 2 năm 1938 bởi Yrjö Väisälä ở Iso-Heikkilä Observatory ở Turku, Phần Lan. Nó được đặt theo tên the Finnish chemist Artturi Ilmari Virtanen.